# NGC 2574
NGC 2574 é uma galáxia espiral (Sab) localizada na direcção da constelação de Hydra. Possui uma declinação de -08° 55' 06" e uma ascensão recta de 8 horas, 20 minutos e 48,1 segundos.
A galáxia NGC 2574 foi descoberta em 1886 por Ormond Stone.